# USS Enterprise (NCC-1701-A)
A USS Enterprise (NCC-1701-A), vagy Enterprise-A egy föderációs űrhajó a Star Trek IV: A hazatérés, a Star Trek V: A végső határ és a Star Trek VI: A nem ismert tartomány című filmekben. Ez a második Enterprise csillaghajó a Star Trek történetében, ami közvetlenül az első megsemmisülése után készült. A hajó viszonylag rövid, hétéves szolgálatot mondhat a magáénak.

## Története
Miután James T. Kirk kapitány az eredeti Enterprise-t a hajót megszálló klingonokkal együtt a hajó önmegsemmisítésével felrobbantotta, majd legénységével a zsákmányolt klingon harci madárral megmentette a Földet egy idegen szondától, hálából a Csillagflotta egy új csillaghajót bocsátott Kirk és emberei rendelkezésére: a továbbfejlesztett Constitution osztályú, USS Enterprise NCC-1701-A jelzésű cirkálót. A hajó a korábban felrobbantott, már egyszer felújított Enterprise mása volt, csak az NCC-1701-A kódjel árulkodott róla, hogy ez a hajó már egy újabb csillaghajó, valamint az, hogy az elődjénél műszakilag is fejlettebb volt.
 A hajót 2286-ban helyezték szolgálatba és 2293 körül szerelték le, ez idő alatt két nagy küldetésben vett részt. Az első küldetés alkalmával Spock féltestvére, Sybok ragadta magához a hajót, miután többeket és a hajó legénységének egy részét is hallucinogén víziókkal maga mellé állított, hogy a galaxis közepén lévő titokzatos planétán megkeresse "Istent". Itt egy Istennek hitt energialény, és egy klingon harci madár okozott meleg helyzetet az Enterprise-nak és a rajtalévőknek, a krízisen azonban sikerült úrrá lenni.
 Másodszorra egy, a Föderáció sorsát is meghatározó küldetés következett: a béketárgyalások a klingonokkal. Miután Gorkont, a klingon kancellárt vendégül látták, látszólag az Enterprise megtámadta Gorkon hajóját, ezt azonban mint később kiderült egy álcázott klingon ragadozó madár követte el. A ragadozó madárral a szövetséget elutasító összeesküvők egyike, a klingon Chang tábornok később az Enterprise-ra is rátámadt, kisebb-nagyobb sérüléseket okozva a hajónak, azonban Spock és McCoy átalakítottak egy torpedót, és ezzel visszakövetve a harci madár ionnyomait sikeresen eltalálták azt. Ezek után az Enterprise és az Excelsior közös össztüzet zúdítottak a klingon hajóra, amíg teljesen meg nem semmisült. A békekötés után nem sokkal az Enterprise-A-t véglegesen leszerelték.
A hajó később a Star Trek: Picard sorozat harmadik évadában is feltűnik 2400 körül, mint a föderációs hajómúzeum egyik kiállított csillaghajója.

## Alternatív idővonal
A Star Trek: Mindenen túl című film végén a film során véglegesen tönkretett USS Enterprise helyét a Yorktown űrbázison megépített NCC-1701-A jelű Enterprise veszi át, mint a Csillagflotta legfejlettebb új zászlóshajója.